# E101 (trasa europejska)
E101 – trasa europejska bezpośrednia północ-południe, biegnąca ze stolicy Rosji, Moskwy do Kijowa, stolicy  Ukrainy. Długość trasy: Rosja 490 km, Ukraina 360 km.

## Galeria

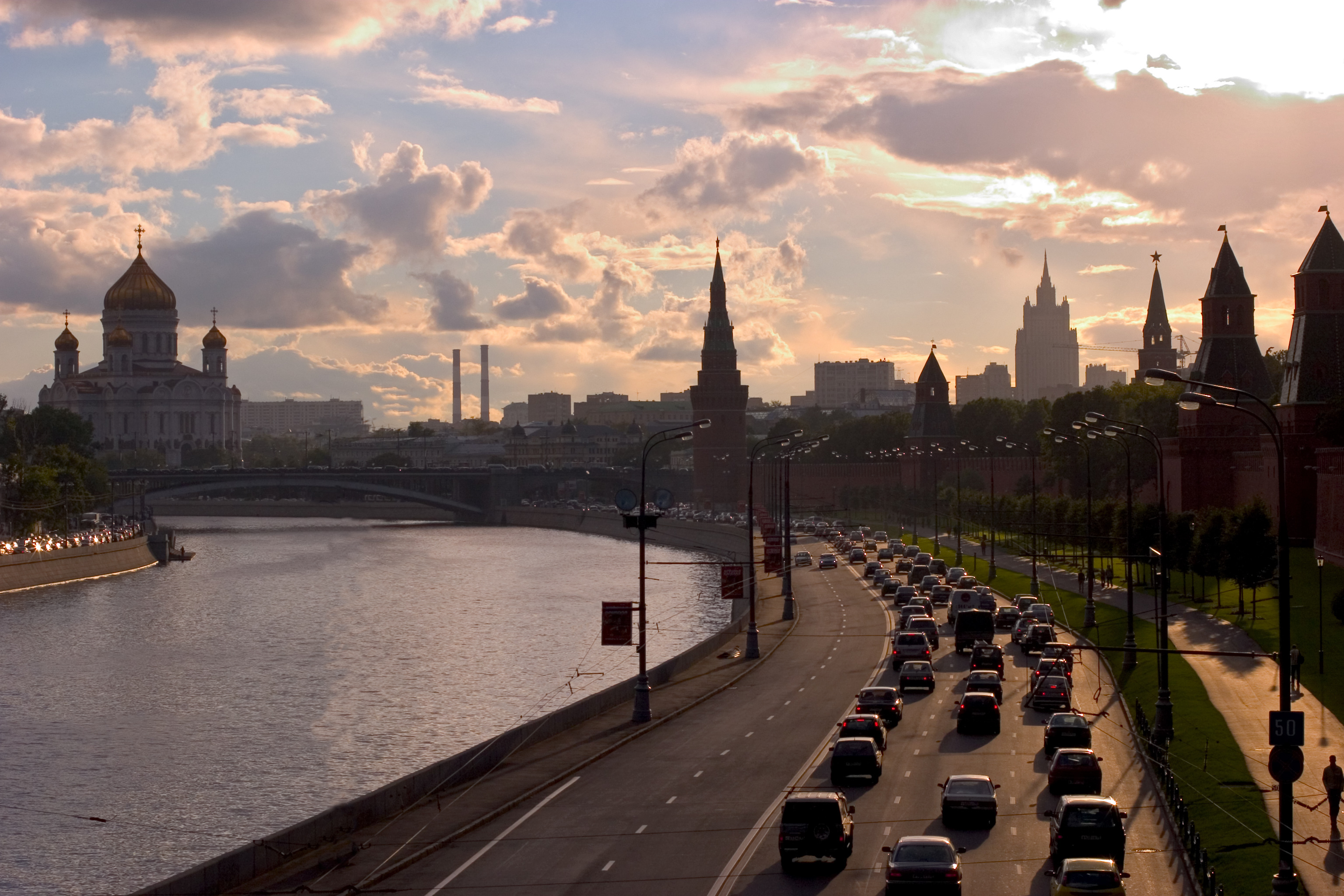
Moskwa
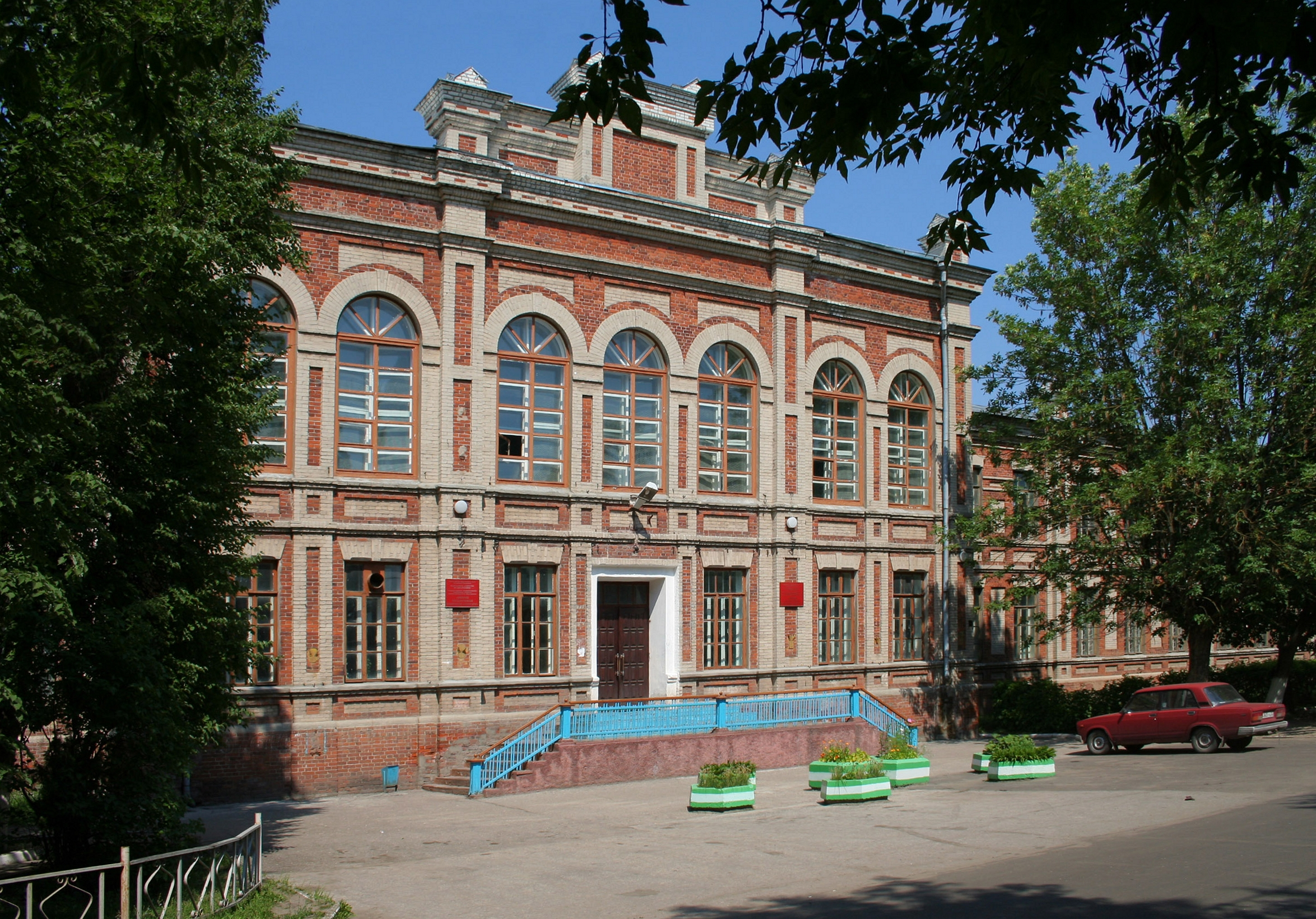
Brańsk
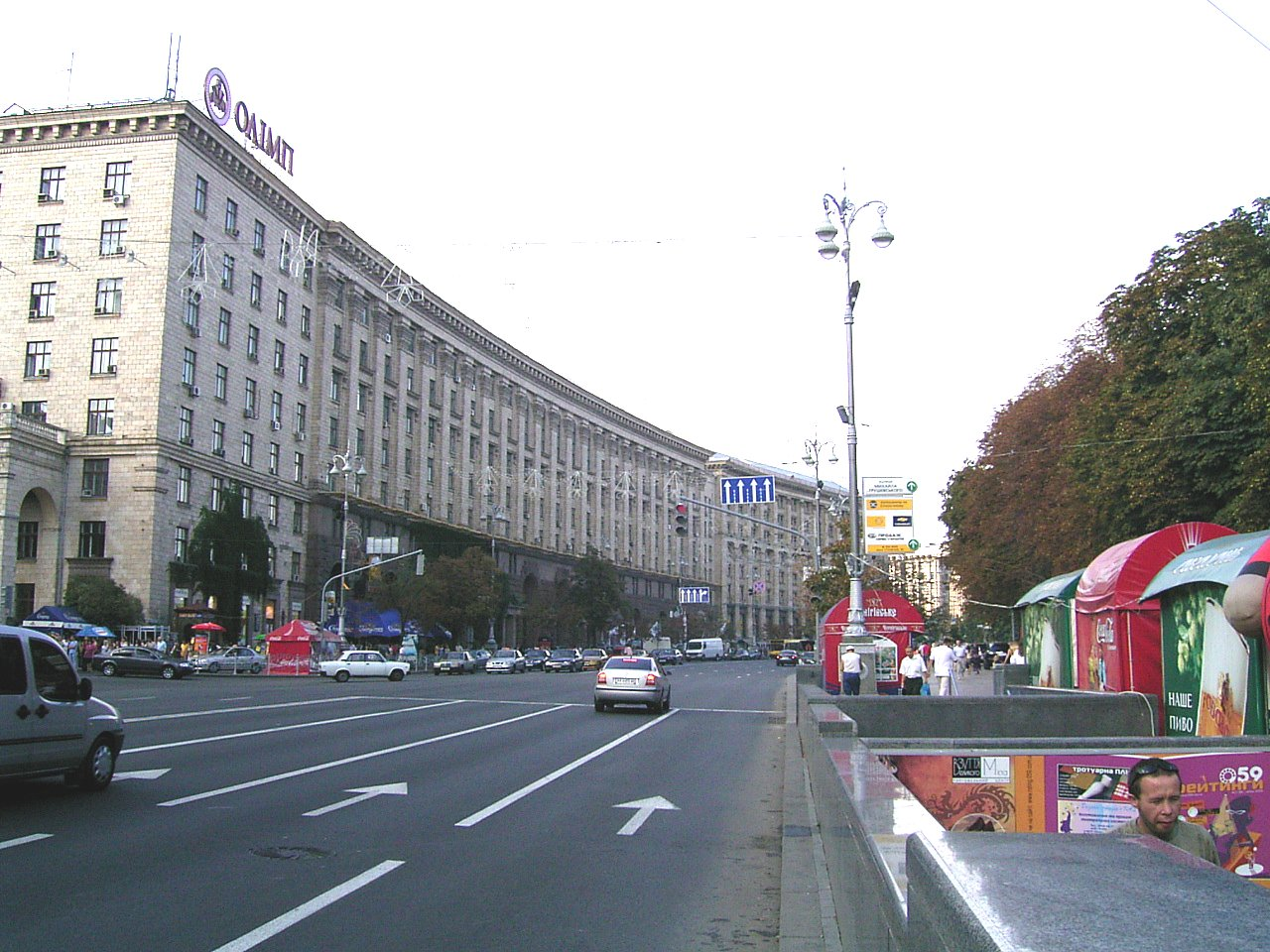
Kijów